# Fistularia

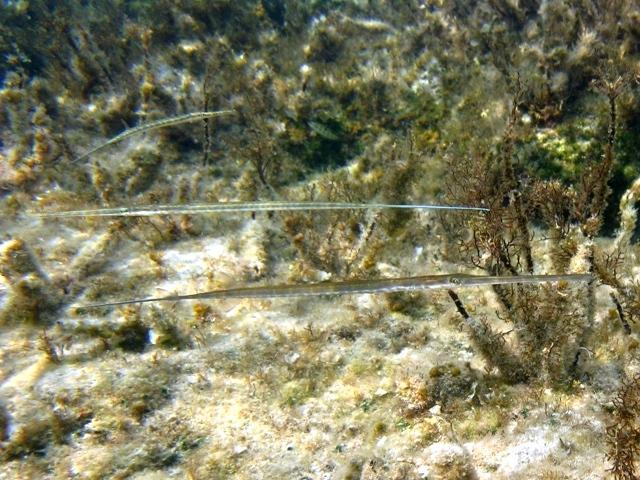
Fistularia commersonii

Fistularia è un genere di pesci ossei marini appartenenti all'ordine Syngnathiformes. È l'unico genere della  famiglia Fistulariidae.

## Distribuzione e habitat
Le specie del genere sono presenti in tutti gli oceani limitatamente alle fasce tropicali. Fistularia commersonii a seguito della migrazione lessepsiana si è stabilmente insediata nel mar Mediterraneo sia orientale che occidentale.
Sono presenti sia nelle acque basse del piano infralitorale che nel piano circalitorale e si incontrano su substrati di qualunque tipo anche se sono comuni soprattutto sui fondi duri e nelle barriere coralline.

## Descrizione
L'aspetto di questi pesci è assolutamente caratteristico: allungatissimo e molto sottile, con mascelle riunite a tubo, anch'esse molto allungate. Non c'è un barbiglio sul mento al contrario di molti altri Syngnathiformes. Le pinne dorsale e anale sono arretratissime, piccole e simmetriche tra loro. Le pinne ventrali sono inserite molto indietro, oltre la metà del corpo. La pinna caudale è forcuta e porta al centro un filamento allungato. Gli occhi sono piuttosto grandi. Le scaglie sono assenti o ridotte a piccoli e radi tubercoli.
Sono tra i signatiformi più grandi, alcune specie superano i 2 metri di lunghezza.

## Biologia
Spesso gregari i Fistulariidae sono predatori all'aspetto che cacciano di solito tra i coralli dei reef. Si nutrono di pesciolini, crostacei, molluschi cefalopodi, ecc.

## Tassonomia
Il genere comprende quattro specie:
- Fistularia commersonii
- Fistularia corneta
- Fistularia petimba
- Fistularia tabacaria

Animali affini a Fistularia (Fistularioides) risalgono all'Eocene medio (circa 50 milioni di anni fa) e i loro fossili sono stati scoperti nel giacimento di Bolca, in provincia di Verona.

## Pesca
L'interesse economico di questi pesci è limitatissimo e solo locale. Sono comunque commestibili.